# Tom Sachs
Pour les articles homonymes, voir Sachs.
 (janvier 2021).
Si vous disposez d'ouvrages ou d'articles de référence ou si vous connaissez des sites web de qualité traitant du thème abordé ici, merci de compléter l'article en donnant les références utiles à sa vérifiabilité et en les liant à la section « Notes et références ».
Tom Sachs est un artiste plasticien américain né à New York le 26 juillet 1966. Il vit et travaille à New York. La dénonciation des travers de la société américaine, la société de consommation, le poids des entreprises, l’impérialisme culturel américain, le progrès technique, l’identité et le rapport entre survie et destruction sont au cœur de son travail, qui procède le plus souvent par l'assemblage d'objets du quotidien et l'utilisation détournée de marques et de logos immédiatement reconnaissables.

## Biographie

### Jeunesse et formation
Tom Sachs passe son enfance dans le Connecticut puis il obtient en 1989 un Bachelor of Arts du Bennington College de Bennington (Vermont), avant d'étudier l'architecture à Londres. 

### Carrière artistique
Lorsque Tom Sachs revient aux États-Unis, il se lance dans une carrière de plasticien. En 1994, il crée pour les vitrines du grand magasin de luxe Barneys à New York une scène de noël intitulée Hello Kitty Nativity, dans laquelle la Vierge Marie est remplacée par Hello Kitty habillée en Chanel et Nike. Ce travail suscite un grand intérêt et témoigne d'emblée des recherches de Tom Sachs sur le consumérisme, les marques et la fétichisation des produits.
En 1997, voulant montrer que « tous les produits sont égaux », il crée Allied Cultural Prosthetics et commence à utiliser des logos et autres éléments des principales marques de luxe et d'autres marques immédiatement reconnaissables. Il imagine par exemple une tronçonneuse ou une guillotine siglées Chanel ou des toilettes Prada.
Il accède à la célébrité en 1999 avec une exposition à la Galerie Mary Boone de Manhattan, qui vaut à la galeriste d'être arrêtée pour trafic d'armes : le plasticien montre des répliques sculptées de revolvers et de pistolets accompagnées de munitions de 9 mm, réelles, que les visiteurs peuvent emporter comme un souvenir dans un petit paquet orange.
À l'écart des tendances de l’art contemporain, Tom Sachs a élaboré son propre langage plastique qui s’intéresse principalement à la fonction, la forme et l’essence des objets quotidiens qu’il assemble, dissèque, reconstruit et s’approprie en en fabriquant minutieusement et à la main des répliques.
Ainsi, dans son tableau Raytheon, il se borne à reproduire à grande échelle et à encadrer les objectifs de l'entreprise de défense Raytheon, l'un des premiers producteurs mondiaux de missiles : « vision, stratégie, objectifs ». « L’affaire de Raytheon, commente-t-il, c’est l’anéantissement des êtres humains et l’intolérance, comme l’était déjà la Shoah. La publicité passe outre cette réalité, nous assène qu’il faut acheter le produit et qu’alors tout ira pour le mieux, mais elle ne nous parle pas des causes et effets. » 
Tom Sachs expose en 1998 un camp de concentration miniature, tout en papier, signé Prada au musée Juif de New York,.

## Principales expositions personnelles
- 1993 :
  - Watch Me Work, Allied Cultural Prosthetics, New York
  - ICFF, Jacob Javitz Center, New York
- 1994 :
  - Vitrine du Whitney Museum of American Art, New York
- 1995 :
  - Cultural Prosthetics, Morris-Healy Gallery, New York
- 1996 :
  - Mario Diacono Gallery, Boston, Massachusetts
- 1997 :
  - Cultural Prosthetics, John Berggruen Gallery, San Francisco, Californie
  - Galeria Gian Enzo Sperone, Rome
  - Milleventi, Turin
- 1998 :
  - Creativity is the Enemy, Thomas Healy Gallery, New York
- 1999 :
  - Haute Bricolage, Mary Boone Gallery, New York
  - W.W.J.B.D. and other Smash Hits, Galerie Thaddaeus Ropac, Salzbourg, Autriche
  - Stairmaster, Usine Mont Blanc, Hambourg
  - Burn Baby Burn, Boutique Mont Blanc, New York
  - Creativity is the Enemy, Galerie Thaddaeus Ropac, Paris
  - SONY Outsider, SITE Sante Fe, Santa Fe, Nouveau-Mexique
  - Mario Diacono Gallery, Boston, Massachusetts
- 2000 :
  - Defender, Baldwin Gallery, Aspen, Colorado
  - Test Module Five (Urinal), Tomiyo Koyama Gallery, Tokyo
- 2001 :
  - White, Galerie Thaddaeus Ropac, Paris
  - Lamps, Bitch Lounge & Quarter Screws, A/D Gallery, New York
- 2002 :
  - Nutsy’s, The Bohen Foundation, New York
- 2003 :
  - Holiday Spectacular, Printed Matter Inc., New York
  - New Paintings, Galleria Cardi, Milan
  - Nutsy’s, Deutsche Guggenheim, Berlin
  - Disaster, Galerie Thaddaeus Ropac, Paris
- 2004 :
  - Connecticut, Sperone Westwater, New York
- 2005 :
  - McDonalds, Tomio Koyama Gallery, Tokyo
  - Vanity, Galerie Thaddaeus Ropac, Salzbourg, Autriche
  - Dedicated to the Memory of Ben Plummer 1968-2004, Baldwin Gallery, Aspen, Colorado
- 2006 :
  - Tom Sachs, Fondation Prada, Milan
  - Survey : America, Modernism, Fashion, Astrup Fearnley Museet for Moderne Kunst, Oslo
- 2007 :
  - Islandia, Galerie Thaddaeus Ropac, Paris
- 2008 :
  - Galerie Thaddaeus Ropac, Paris

### Presse
- Harry Bellet, « Tom Sachs, un assembleur infernal », Le Monde, 27 janvier 2007.